# Ajano Satóová
Ajano Satóová (japonsky 佐藤 綾乃, Sató Ajano; * 10. prosince 1996) je japonská rychlobruslařka.
V roce 2013 se poprvé představila na Mistrovství světa juniorů, od roku 2014 startovala v juniorském Světovém poháru. Na juniorských světových šampionátech získala několik medailí, včetně zlata ze závodu s hromadným startem. Do seriálu Světového poháru nastoupila v roce 2016, následujícího roku debutovala také na seniorských světových šampionátech. Na Zimních olympijských hrách 2018 se v závodě na 3000 m umístila na osmém místě, ve stíhacím závodě družstev získala zlatou medaili a v závodě s hromadným startem skončila v semifinálové jízdě. Z MS 2019 a 2020 si přivezla zlato se stíhacího závodu družstev. Startovala také na Zimních olympijských hrách 2022, kde získala stříbrnou medaili ve stíhacím závodě družstev. Dále byla čtvrtá na trati 1500 m, osmá v závodě s hromadným startem a devátá na distanci 3000 m.